# Augustin Feyen-Perrin
Pour les articles homonymes, voir Perrin.
Francois Nicolas Augustin Feyen dit Augustin Feyen-Perrin, né le 12 avril 1826 à Bey-sur-Seille (Meurthe) et mort le 14 octobre 1888 à Paris, est un peintre, graveur et illustrateur français.

## Biographie
Fils d'un percepteur et frère cadet du peintre Jacques-Eugène Feyen, Augustin Feyen-Perrin est d'abord élève de son aîné, puis entre à l'École des beaux-arts de Paris en 1848 dans les ateliers de Léon Cogniet et d'Adolphe Yvon. Peintre de genre, portraitiste, réaliste puis impressionniste, il débute au Salon de 1853, et y est médaillé à trois reprises en 1865, 1867 et 1874.
En 1859, il collabore à la décoration de la salle du personnel de l'hôpital de la Charité de Paris[réf. nécessaire], partiellement reconstruite au musée de l'Assistance publique - Hôpitaux de Paris.
Membre en 1865 de la Société des aquafortistes, il devient l'un des plus principaux fournisseurs d'eaux-fortes d'Alfred Cadart. Il exécute aussi quelques lithographies.
Comme son frère, il s'installe en été à Cancale, où il nourrit son inspiration en peignant de nombreuses scènes de la vie quotidienne bretonne. Il est également aquafortiste et illustrateur de livres. Il acquiert une renommée professionnelle supérieure à celle de son aîné, et bénéficie d'un nombre significatif d'achats par les institutions publiques.
Proche de Gustave Courbet, Augustin Feyen-Perrin le suit au sein des deux institutions que celui-ci préside durant la guerre franco-allemande de 1870, en siégeant d'abord dans la Commission des musées fondée en septembre 1870, puis en appartenant à la Fédération des artistes créée lors de la Commune de Paris. Malgré cet engagement politiquement compromettant, il réintègre sans encombre les cadres de la respectabilité républicaine, et est décoré de la Légion d'honneur en 1878. En 1883, il réalise un dessin, intitulé Baissant la tête, elle disait : « je suis une mauvaise maman », pour illustrer la pièce, Le Rêve d'un Viveur, de Jean-Louis Dubut de Laforest, il est publié dans le recueil de la pièce.
Il est inhumé aux côtés de son frère à Paris au cimetière Montmartre (18e division). Leur sépulture est ornée d'un monument conçu en 1892 par le sculpteur Ernest Guilbert : sous le buste d'Augustin Feyen-Perrin et une palette de peintre, une statue représente une jeune pêcheuse cancalaise jetant quelques fleurs.

## Collections publiques
- Annecy, musée d'Art contemporain et d'Art régional : Les Premières guerres.
- Athènes, Pinacothèque nationale : Pêche à la crevette, huile sur toile[5].
- Bordeaux, musée des Beaux-Arts : Vanneuse (souvenir de Cancale), 1867, huile sur toile.
- Cormatin, château de Cormatin : Ronde antique, 1863[6].
- Dijon, musée Magnin :
  - Autoportrait, huile sur toile ;
  - Jeune Femme aux yeux levés vers le ciel, huile sur toile.
- Dunkerque, musée des Beaux-Arts : Les Tamiseuses, 1869, huile sur toile.
- Épinal, musée départemental d'Art ancien et contemporain.
- Grenoble, musée de Grenoble :
  - Portrait du colonel Faure-Biguet, huile sur toile ;
  - Fête champêtre, huile sur toile.
- Le Mans, musée de Tessé : Retour de pêche, huile sur toile.
- Nancy, musée des Beaux-Arts : Charles le Téméraire retrouvé après la bataille de Nancy, 1865, huile sur toile.
- Rennes, musée des Beaux-Arts :
  - Diane endormie, huile sur toile ;
  - Nymphe endormie, huile sur toile ;
  - Après la tempête, huile sur toile.
- Rueil-Malmaison, musée national des châteaux de Malmaison et de Bois-Préau : Jeune fille sur un rivage, 1878, huile sur toile.
- Tours, musée des Beaux-Arts : La Leçon d'anatomie de Velpeau à la Charité, 1864, huile sur toile.
- Troyes, musée des Beaux-Arts : Femme nue allongée sur un divan et caressant un chien, 1888, huile sur toile.
- Versailles, musée national des châteaux de Versailles et de Trianon : Portrait de Guy de Maupassant, huile sur toile.

## Estampes
- Jeune fille de Cancale.
- Vanneuses de Cancale.

Œuvres d'Augustin Feyen-Perrin
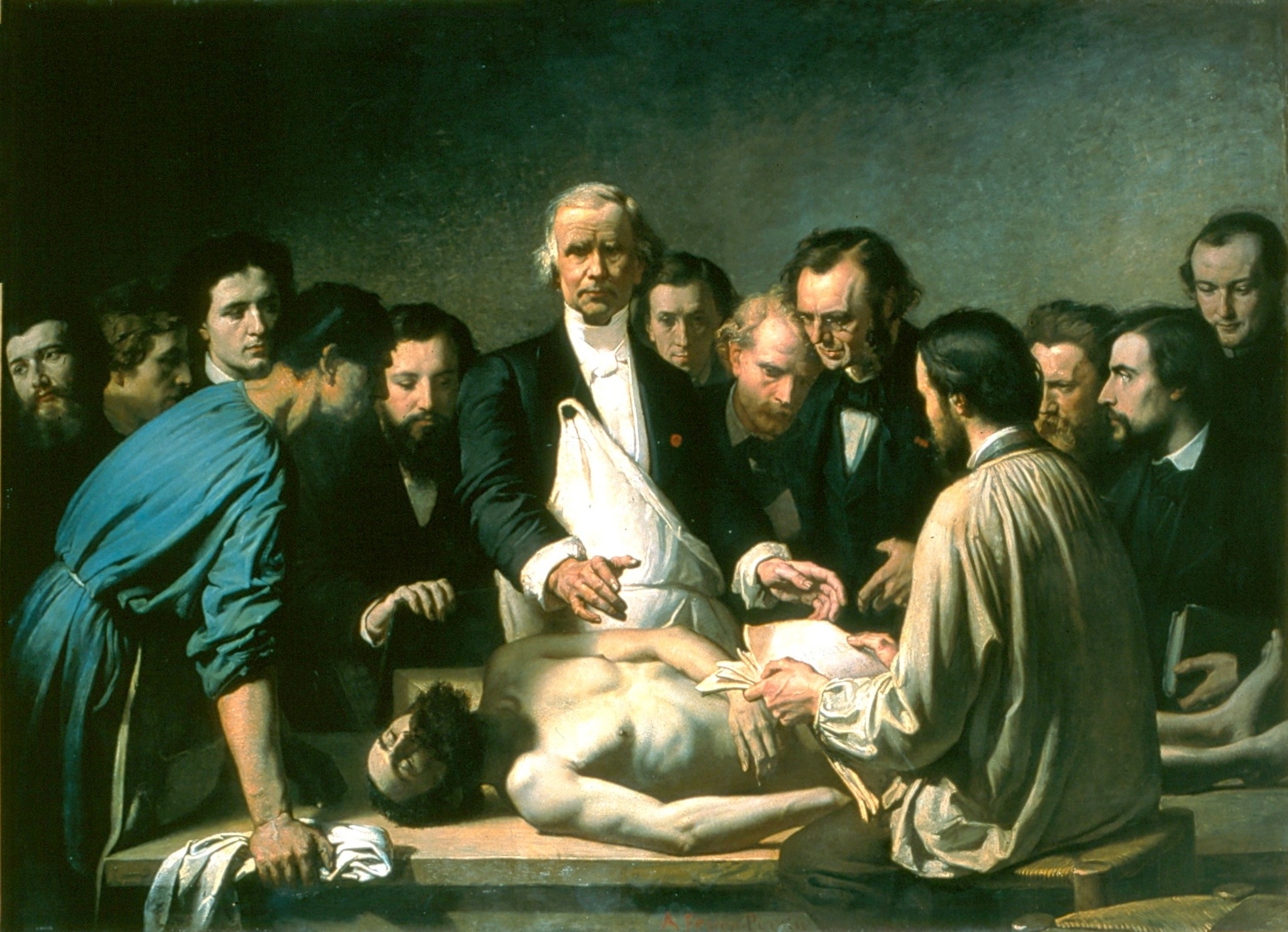
La Leçon d'anatomie de Velpeau à la Charité, 1864, musée des Beaux-Arts de Tours.
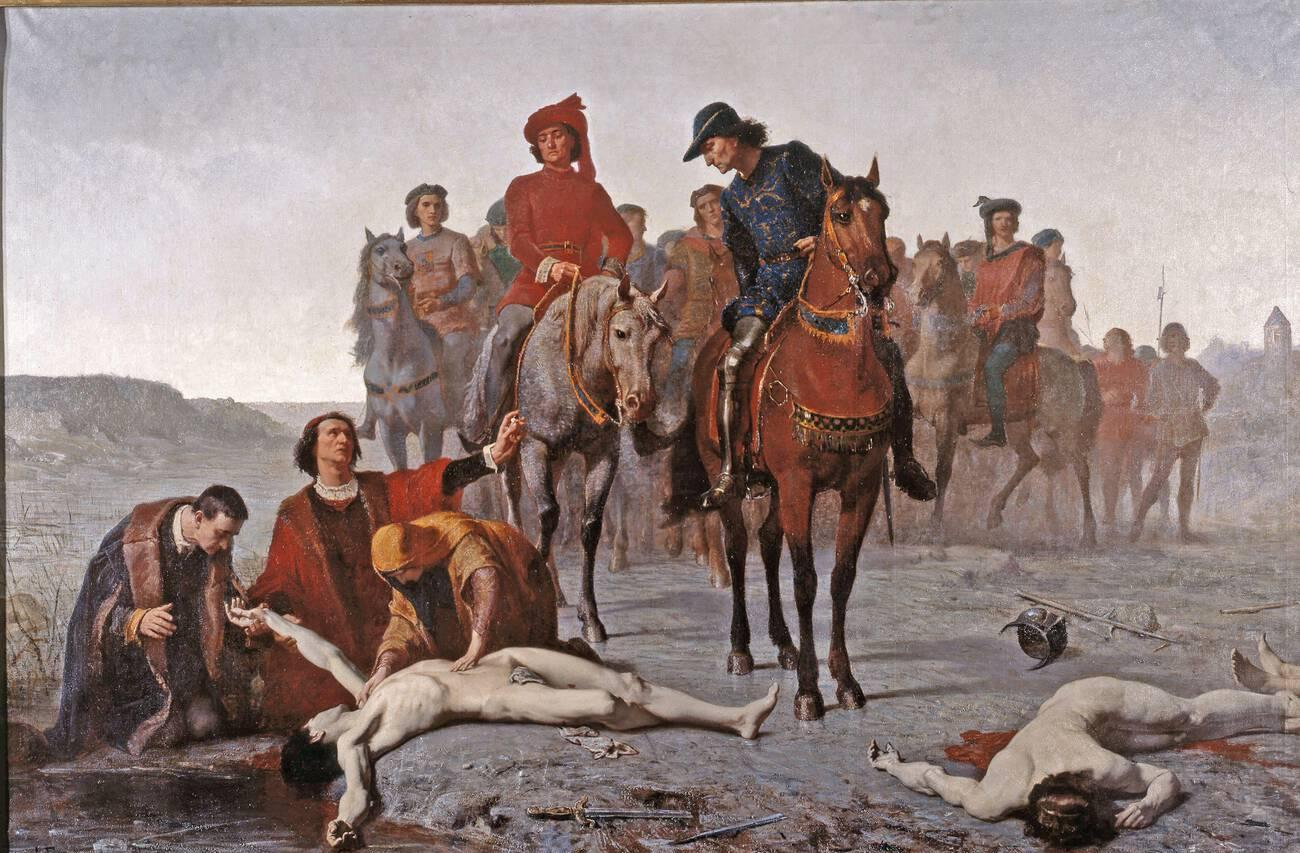
Charles le Téméraire retrouvé après la bataille de Nancy, 1865, musée des Beaux-Arts de Nancy.
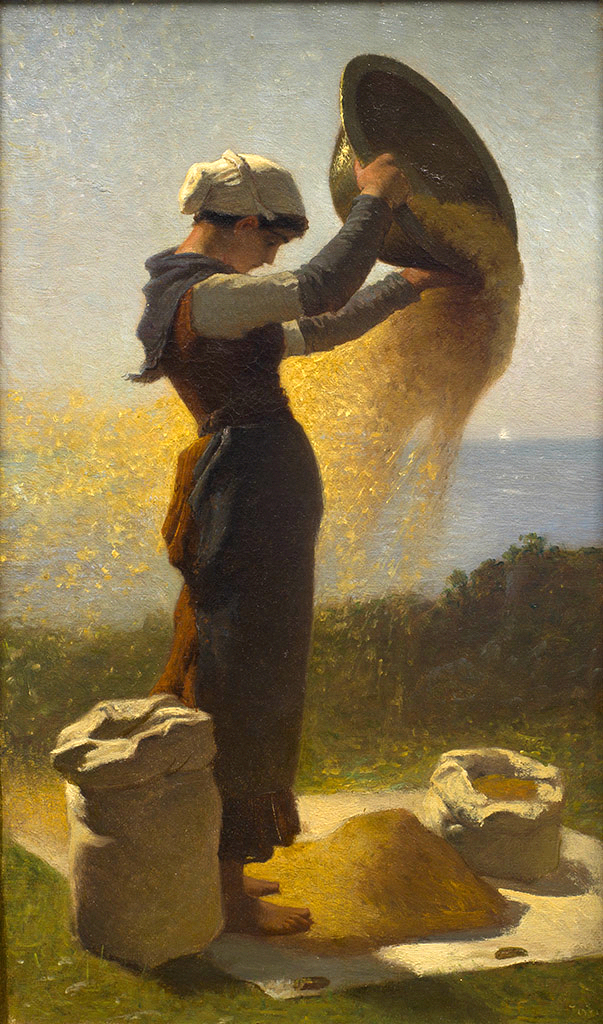
Vanneuse (souvenir de Cancale), 1867, musée des Beaux-Arts de Bordeaux.
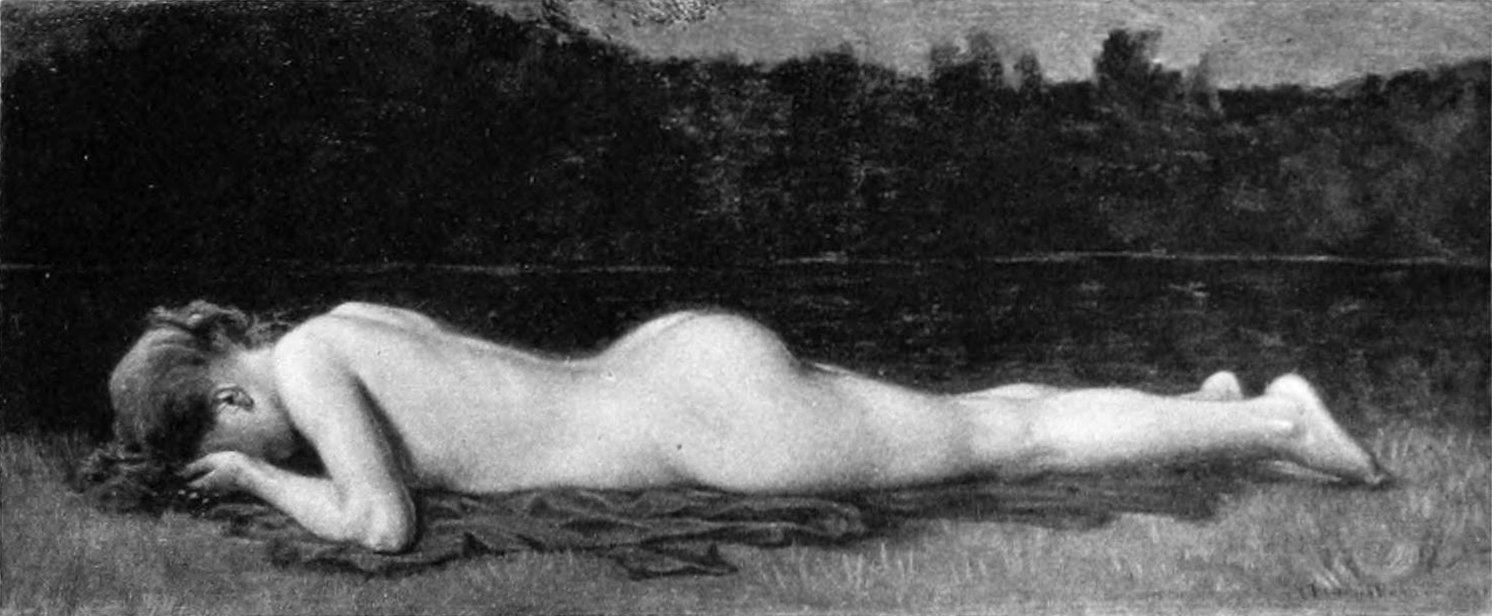
Remords, Salon de 1885, localisation inconnue.
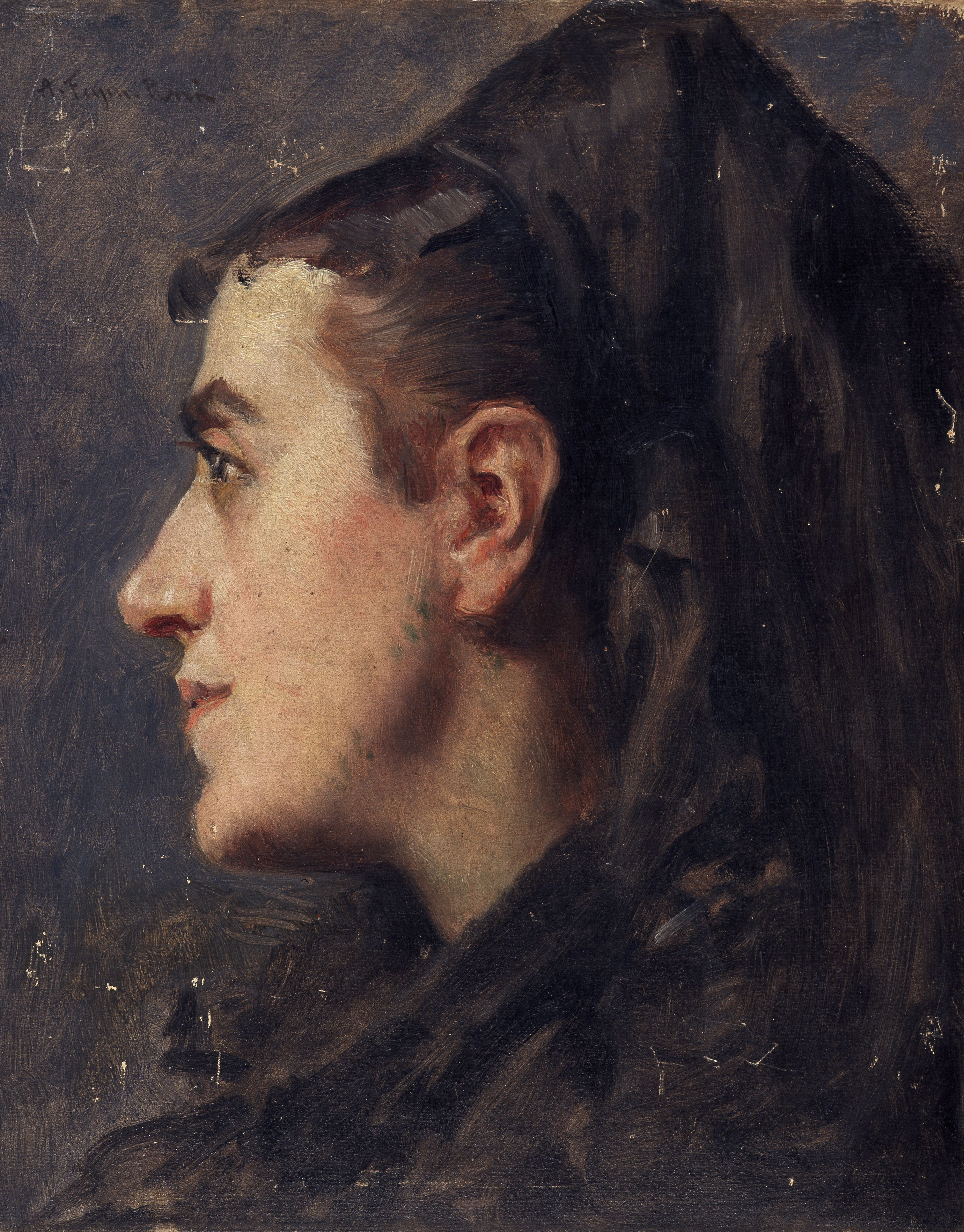
Femme espagnole (étude), musée des Beaux-Arts de Gand.
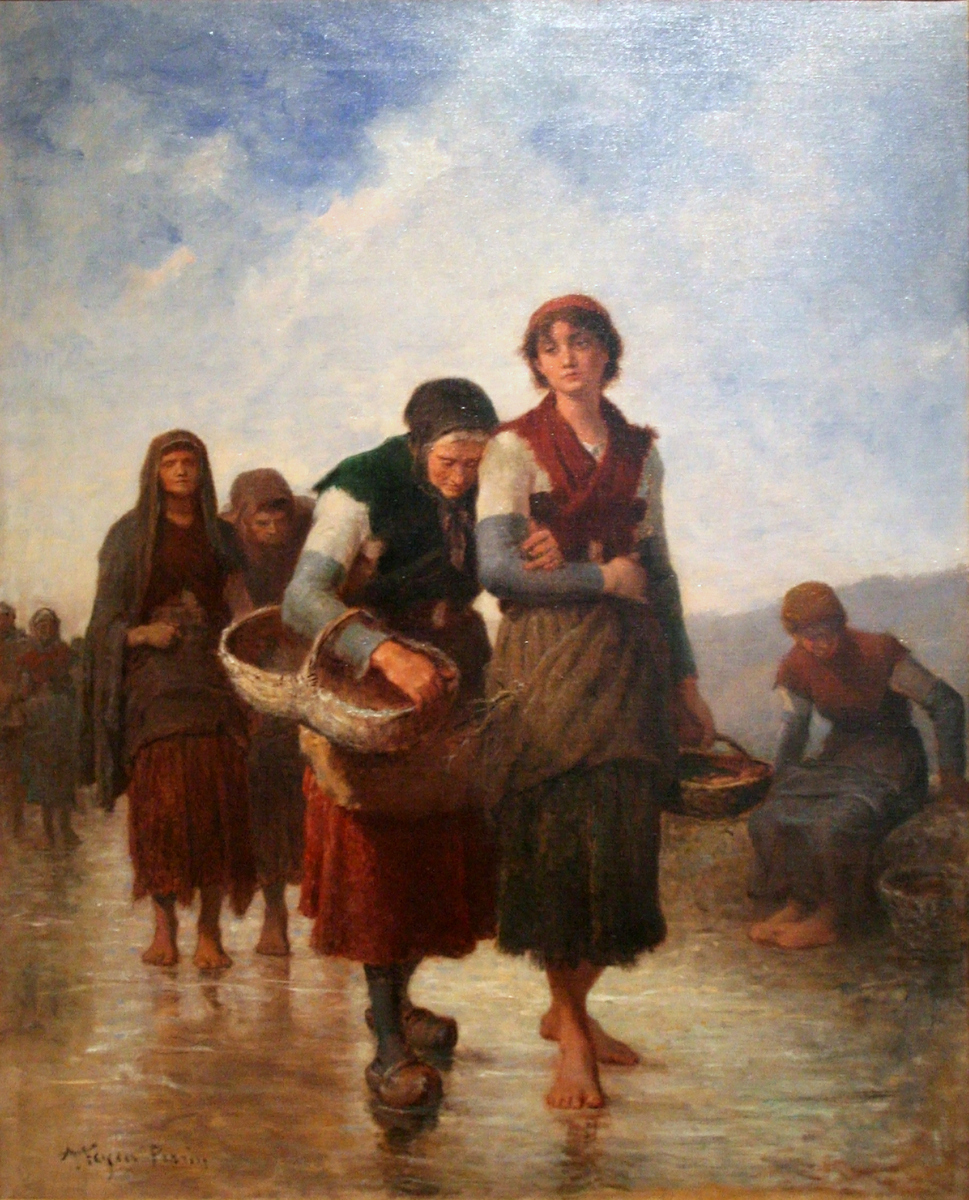
Retour de pêche, Le Mans, musée de Tessé.

## Élèves
- Paul Antoine Charbonnel
- Armand Charnay
- André-Charles Coppier
- Jeanne Donnadieu
- Marcellin de Groiseilliez
- Lucienne de Saint-Mart
- Paul Sébillot